# قاچاق انسان در روسیه
قاچاق انسان در روسیه (انگلیسی: Human trafficking in Russia) شایع‌ترین نوع قاچاق می‌باشد. در سال ۲۰۰۹، سازمان بین‌المللی کار گزارش داد که کار اجباری شایع‌ترین شکل قاچاق در روسیه است. مردان، زنان و کودکان از روسیه و از کشورهای دیگر - مانند بلاروس، قرقیزستان، تاجیکستان، ازبکستان، اوکراین و مولداوی به روسیه در معرض شرایط نوعی از بردگی و کار اجباری، از جمله در صنعت ساختمان‌سازی، در کارگاه‌های نساجی و در بخش کشاورزی و ماهیگیری قرار دارند. تقریباً ۲۰٬۰۰۰ زن و مرد از کره شمالی سالانه به روسیه وارد می‌شوند و تحت شرایط کار اجباری در روسیه قرار می‌گیرند. زنان و کودکان نیجریه، آسیای مرکزی، اوکراین، چین، مولداوی و آفریقائی در مسکو و سن پترزبورگ وادار به فحشا و مجبور به گدایی می‌شوند. مردان از اروپای غربی و ایالات متحده برای اهداف گردشگری جنسی کودک به روسیه غربی، به ویژه سن پترزبورگ، مسافرت می‌کنند.

## اقدامات دولت
دولت روسیه با قاچاق انسان نه تنها در مورد مردان، زنان و کودکانی که به‌طور غیرقانونی از کشور خارج می‌شوند، تا به کار اجباری و استثمار جنسی در کشورهای دیگر واداشته شوند، مقابله می‌کند، بلکه از ورود غیرقانونی افراد از خارج به روسیه نیز جلوگیری می‌کند. دولت فدراسیون روسیه طی دهه گذشته پیشرفت چشمگیری در این زمینه داشته‌است. تعداد قربانیان قاچاق کودکان در روسیه کاهش پیدا کرده‌است. کارشناسان علت این موضوع را در تحقیقات تهاجمی پلیس و هم‌کاری روسیه با نیروهای انتظامی خارجی می‌دانند.

## موضع‌گیری‌ها
دفتر نظارت و مبارزه با قاچاق انسان در وزارت امور خارجه ایالات متحده آمریکا، روسیه را در سال ۲۰۱۷ در رده سوم "Tier3" کشورهای (مبارزه با قاچاق انسان) قرار داد.
در گزارشی که توسط وزارت امور خارجه ایالات متحده در سال ۲۰۱۰ گردیده، اشاره شده که برای اینکه روسیه از رده تثبیت شده ۳ خارج شود، باید کار بیشتری انجام دهد.